# Henric al VI-lea, Conte de Gorizia
Henric al VI-lea (în germană Heinrich VI. von Görz; n. 1376 – d. 1454) aparținând Casei de Gorizia (Linia Albertină), a fost conte de Gorizia din 1385 până la sfârșitul vieții. Henric a fost, de asemenea, conte de Kirchberg, conte palatin al Carintiei, Landeshauptmann al Crainei și Statthalter în Belluno și Feltre.

## Biografie
Henric al VI-lea a fost fiul contelui Meinhard al VI-lea și al soției sale, Utehild de Mätsch. 
În 1385 Henric i-a succedat tatălui său devenind conte de Gorizia sub tutela episcopului de Gurk, Ioan al IV-lea de Mayrhofen. Tutela a luat sfârșit când contele Henric a fost declarat major în 1393.

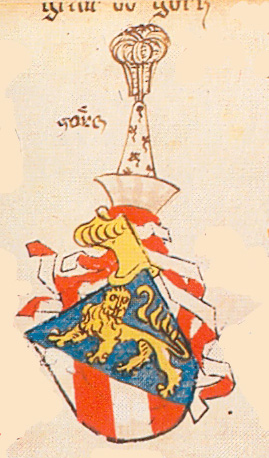
Blazonul Liniei Albertine a Casei de Gorizia (Ingeram-Codex, 1459)

În timpul lui Henric comitatul a cunoscut un declin rapid și contele a încheiat cu Casa de Habsburg un contract privind moștenirea Goriziei ceea ce a avut ca urmare, accentuarea nemulțumirilor în Ducatul Bavariei și Republica Venețiană. Henric s-a logodit cu Elisabeta, fiica ducelui Leopold al III-lea al Austriei. Totuși el s-a căsătorit cu Elisabeta (d. 1426), o fiică a contelui Herman al II-lea de Celje. După moartea primei soții, Henric s-a căsătorit cu Caterina de Gara, o fiică a contelui palatin ungar Nicolae al II-lea de Gara. După moartea fratelui său mai mic, Ioan Meinhard al VII-lea de Gorizia și Kirchberg, Henric a moștenit comitatul Kirchberg în 1430.
Henric s-a aflat în contradicție cu Caterina, cea de-a doua sa soție, deoarece ea era înclinată către politica Habsburgilor, în timp ce el însuși era un susținător al conților de Celje.

## Descendenți
Descendenții lui Henric au fost:
- Anna, căsătorită cu Brunoro della Scala (d. 1434);
- Margareta (d. 1450) căsătorită cu contele Ioan de Öttingen-Wallerstein (d. 1449);
- Ioan al II-lea (1433–1462), conte de Gorizia;
- Leonard (1444–1500), conte de Gorizia;
- Ludovic (d. 1457).